# Elementär algebra
Elementär algebra är algebra som beskriver hur man omvandlar matematiska uttryck, framför allt polynom, för att lösa ekvationer. Exempel på regler är:
- Kvadreringsregel
- Kuberingsreglerna
- Konjugatregeln
- Faktoruppdelningarna

Till skillnad från aritmetiken, som arbetar med tal bestående av siffror, använder sig algebran av bokstäver som betecknar variabler. Då kan man skriva allmängiltiga formler. Denna utveckling kallas den symboliska abstraktionen och skedde på 1600-talet.
På 1800-talet började man formulera axiom för räknelagarna och då definierade man strukturer som kroppar, ringar och grupper. Dessa studeras inom den abstrakta algebran. Algebran är en del av den finita matematiken, då man inte gör gränsövergångar som inom den matematiska analysen.